# 朴順碩

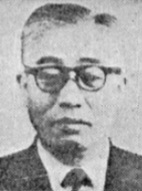
1970年代

朴 順碩（パク・スンソク、朝鮮語: 박순석、1904年2月18日 - 没年不詳）は、日本統治時代の朝鮮および大韓民国の牧師、政治家。制憲、第3・4代韓国国会議員。
2011年に北朝鮮を訪問し、その時の旅行記を出版した韓国系米国人のエイミー・チョン（シン・ウンミ）の母方の祖父に当たる。

## 経歴
慶尚北道迎日郡出身。大邱啓聖中学校、京城神学校卒。キリスト教長老会京東老会での按手を経て、興海教会で牧師を務めた。政界では1948年の初代総選挙で迎日郡甲選挙区から無所属で出馬し国会議員に初当選したほか、自由党院内副総務・慶尚北道党副委員長などを務めた。
国会議員在職中には共産国家になったら宗教の自由がないと思い、国家保安法を直接発議した。